# Lachapelle-sous-Aubenas
Lachapelle-sous-Aubenas ist eine französische Gemeinde im Département Ardèche in der Region Auvergne-Rhône-Alpes mit 1840 Einwohnern (Stand 1. Januar 2022).

## Geographie
Die Gemeinde liegt etwa sieben Kilometer südwestlich der Kantons-Hauptstadt Aubenas an der südöstlichen Grenze des Regionalen Naturparks Monts d’Ardèche, im sogenannten Piémont Cévenol. Lachapelle-sous-Aubenas liegt am Abbruch zum Tal des Flusses Ardèche. Der westliche Teil des Gemeindegebietes ist überwiegend mit Wald bewachsen, der östliche Teil wird landwirtschaftlich genutzt.

## Bevölkerungsentwicklung
| Jahr                       | 1962 | 1968 | 1975 | 1982 | 1990 | 1999 | 2007 | 2018 |
| Einwohner                  | 442  | 511  | 631  | 840  | 1107 | 1259 | 1402 | 1632 |
| Quellen: Cassini und INSEE |      |      |      |      |      |      |      |      |